# Телиньи, Шарль де
Шарль де Телиньи, сьёр де Монреоль (фр. Charles de Téligny, sieur de Montreol; ок. 1535 — 24 августа 1572, Париж) — гугенотский военный и политический деятель, дипломат времён Религиозных войн во Франции, погибший во время Варфоломеевской ночи.

## Биография
Шарль де Телиньи, сын Людовика де Телиньи, принадлежал к знатному протестантскому роду из Руэрга. Получил прекрасное образование и военные навыки в доме адмирала Колиньи, став впоследствии его зятем.
Телиньи в качестве дипломата участвовал в ряде мирных миссий. В 1567 году, совместно с принцем Конде, представлял при дворе протестантов и передавал королю и королеве-матери Екатерине Медичи их требования. Участвовал затем в конференции в Шалоне и заверял мирный договор в Лонжюмо.
Телиньи служил в армии гугенотов под командованием адмирала Колиньи. Участвовал в безуспешном штурме Нанта, в битве при Монконтуре (1569), битве при Ла-Рош-Абейле (1569), отличился при осаде Ниора и Пуатье.
8 августа 1570 года подписал Сен-Жерменский мирный договор.
В 1571 году в Ла-Рошели Телиньи женился на дочери адмирала Колиньи — Луизе де Колиньи. В 1572 году был послан в Париж как делегат с жалобами от гугенотов. Во время Варфоломеевской ночи вначале спасся бегством по крыше, но был убит в стенах Лувра после отказа перейти в католичество.
В 1617 году его останки были перезахоронены в родовом замке Телиньи, но через 8 лет католический епископ Кастрский Жан VI де Фоссе (фр. Jean VI de Fossé) приказал выбросить их в реку.